# Teresio Olivelli
Teresio Olivelli (Bellagio, 7 gennaio 1916 – Hersbruck, 17 gennaio 1945) è stato un partigiano italiano, insignito della medaglia d'oro al valor militare alla memoria e venerato come beato dalla Chiesa cattolica.

## Biografia

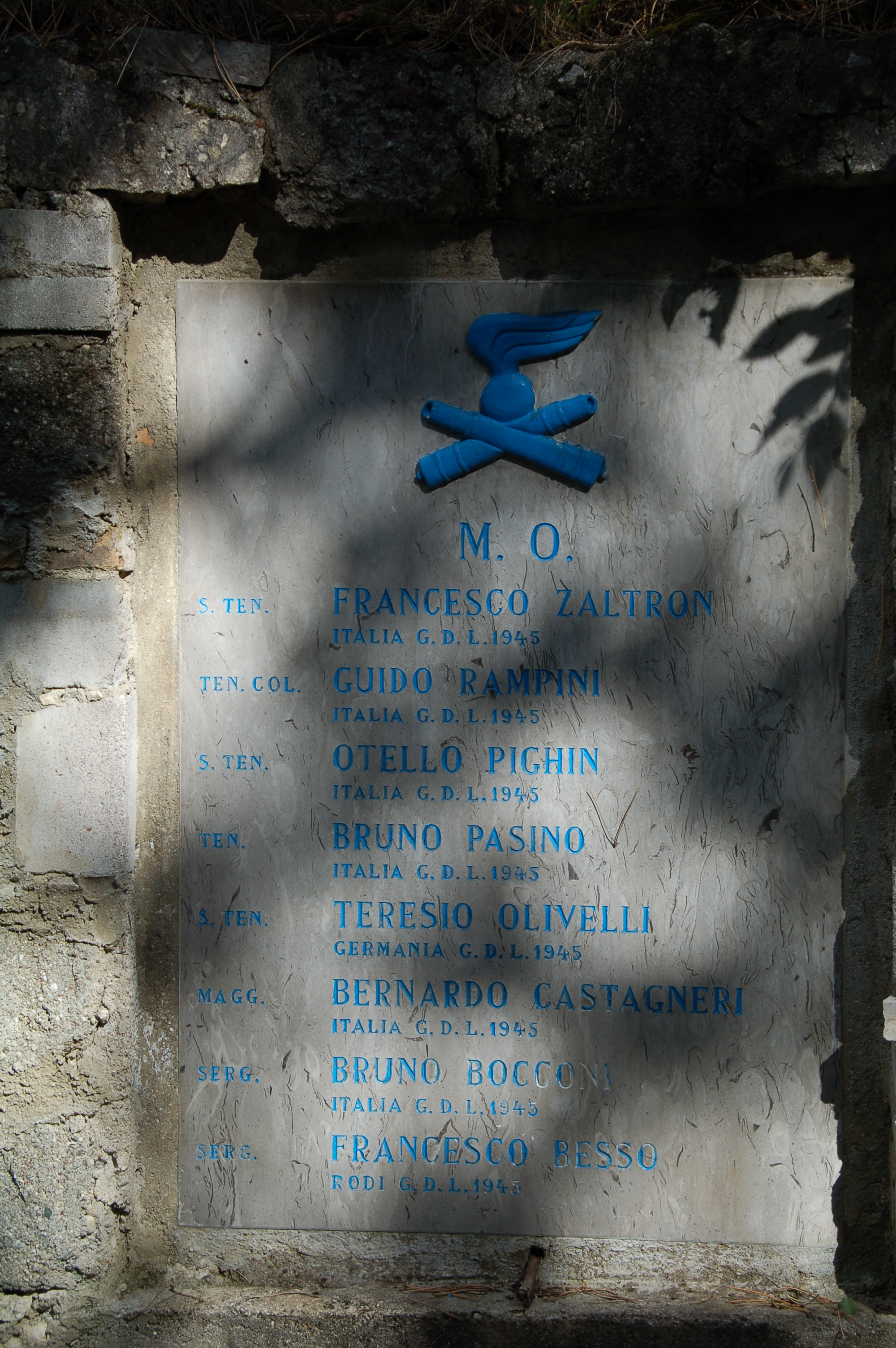
Lapide in memoria di Olivelli e altri partigiani a Rovereto

Nacque il 7 gennaio 1916 a Bellagio, da Clelia Invernizzi (1886 - 1981) e Domenico Olivelli (1883 - 1954). Secondo di due fratelli, frequentò i primi due anni di scuola elementare a Carugo; nel 1923 la famiglia si trasferì nel suo luogo d'origine, a Zeme, in Lomellina, nella diocesi di Vigevano. Al termine delle scuole elementari si trasferì a Mortara, dove studiò al ginnasio Travelli e frequentò la parrocchia di San Lorenzo nonché il locale circolo dell'Azione Cattolica. Dopo essersi diplomato al liceo Cairoli di Vigevano (presentandosi all'esame con un distintivo dell'Azione cattolica, la cui esibizione in pubblico era vietata dal regime fascista), si iscrisse alla facoltà di giurisprudenza dell'Università degli Studi di Pavia. 
Nel 1938 si laureò in giurisprudenza e fu destinato come assistente alla cattedra di Diritto amministrativo all’Università degli Studi di Torino. In questo periodo Olivelli non era ancora particolarmente critico nei confronti del fascismo, ritenendo che esso potesse essere reso in qualche modo coerente con i valori del cristianesimo. Collaborò alle istituzioni culturali del regime di Benito Mussolini, divenendo anche segretario dell'Istituto di Cultura Fascista, e fece due viaggi ufficiali in Germania, che però suscitarono in lui diffidenza nei confronti del nazismo. 
Nel gennaio 1941 rinunciò al rinvio del servizio militare e si arruolò volontario. Volle condividere la sorte dei più esposti, che erano destinati alla campagna di Russia, e vi si recò come sottotenente della Divisione Tridentina, dichiarando: «Non ho eroici furori. Solo desidero fondermi nella massa, in solidarietà col popolo che senza averlo deciso, combatte e soffre». 
Rientrato dalla Russia, fu nominato rettore del prestigioso Collegio Ghislieri di Pavia nel 1943, a soli 27 anni. 
Il 9 settembre 1943, giorno successivo all'armistizio di Cassibile, essendosi rifiutato di collaborare con i nazifascisti, fu arrestato e deportato in Austria; riuscì ad evadere e, passando da Udine, arrivò a Brescia, dove si unì alla Resistenza cattolica e fondò il giornale clandestino Il Ribelle. A Milano partecipò a opere di assistenza e di carità.
Scrisse la preghiera "Signore facci liberi", conosciuta come la preghiera del ribelle per amore. 
Venne nuovamente arrestato a Milano il 27 aprile 1944 ed internato nel carcere di San Vittore, da dove fu successivamente trasferito nei campi di concentramento di Fossoli, Bolzano e Flossenbürg. A Flossenbürg rimase 23 giorni, fino al 30 settembre. Da prigioniero prestò assistenza religiosa ai prigionieri moribondi e si prese cura dei più deboli, anche privandosi del suo cibo per donarlo a loro. Fu poi condotto al lager di Hersbruck, dove subì gravi vessazioni e percosse da parte delle SS, che non gli perdonavano la sua fede cristiana e i suoi gesti di carità nei confronti degli altri prigionieri. 

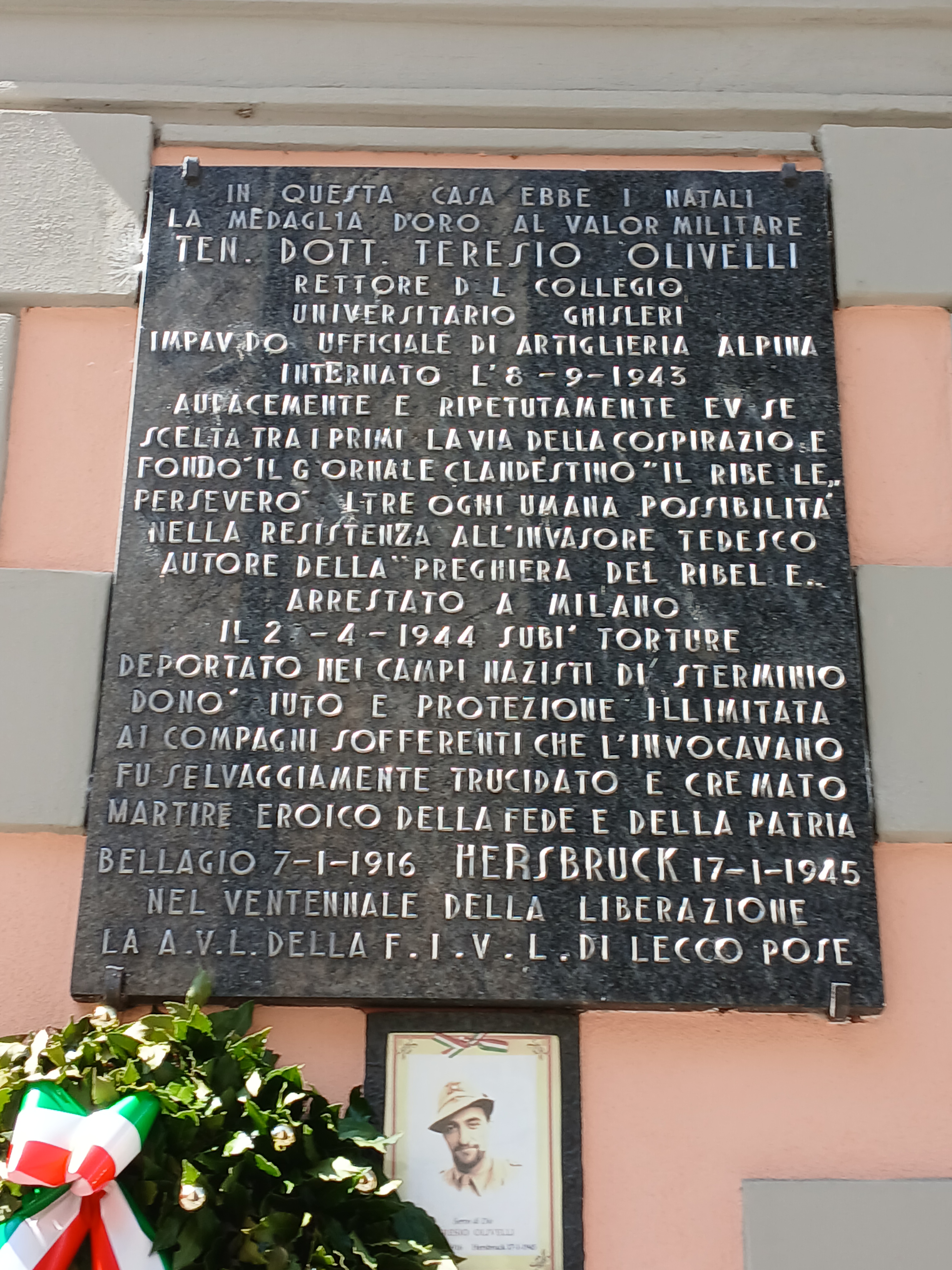
Lapide posta sulla casa natale di Teresio Olivelli

Nei campi di prigionia, Olivelli organizzava riunioni di preghiera e lettura del Vangelo e lezioni di catechismo, anche in lingue diverse; in mancanza di sacerdoti si prestava per l’assistenza religiosa ai moribondi. I kapò lo odiavano più degli altri prigionieri, a causa del suo atteggiamento religioso e sacerdotale e del suo servizio spirituale in favore del prossimo. Olivelli inoltre si prendeva cura dei malati, abbandonati a loro stessi e alla morte: li portava in infermeria, li assisteva di giorno e di notte, puliva le piaghe e distribuiva la sua magra razione agli altri per farli sopravvivere, mentre lui deperiva. Quando lo scoprivano, le SS lo pestavano brutalmente, poiché in quell'inferno non erano ammessi gesti di religiosità e atti di carità.
A seguito delle continue percosse dei kapò, verso la fine di dicembre 1944 era pieno di piaghe e di ferite. Il 31 dicembre accadde l’irreparabile: tentando di difendere un giovane picchiato dal kapò, il ventinovenne Olivelli si intromise, fece da scudo con il proprio corpo e venne colpito con un violento calcio allo stomaco. Caduto in una dolorosa e prolungata agonia, non si riprese più e morì ben due settimane dopo, nelle prime ore del 17 gennaio 1945. Parte della sua raccolta libraria fu donata alla biblioteca del Collegio Ghislieri.

## Causa di beatificazione
La Causa è stata aperta il 29 marzo 1987 nella diocesi di Vigevano; postulatore p. Innocenzo Venchi e presidente del Tribunale Ecclesiastico don Mario Tarantola. Il 16 settembre 1989 si chiude la fase istruttoria del processo canonico e vengono portati a Roma gli atti processuali, che circa tre anni dopo, il 27 marzo 1992, ottengono il decreto di validità giuridica. Il 3 aprile 1992, la Congregazione per le cause dei santi designa il Relatore della Causa nella persona di P. Cristoforo Bove. Inadeguatezze di alcuni collaboratori del Relatore, indicati in un primo tempo dall'attore, difficoltà dei rapporti reciproci tra questi soggetti, perdurante incertezza nel perseguire la via delle virtù o quella del martirio, determinano un lungo periodo di inerzia nella causa, segnatamente nella stesura della Positio. Il 14 marzo 2004 mons. Paolo Rizzi è nominato postulatore, a seguito del decesso di p. Venchi.
La Causa soffrì comunque ancora ritardi per la malattia e poi la scomparsa del Relatore della Causa. La Positio super vita, virtutibus, fama sanctitatis, vale a dire l’esposizione documentata della vita e dell’esercizio eroico delle virtù cristiane anche in ragione del martirio è ultimata, ad opera di mons. Rizzi, quando p. Bove muore. Spetta a p. Vincenzo Criscuolo, nominato relatore della causa il 12 novembre 2010, dare ad essa uno sguardo definitivo e mandarla alla stampe nel dicembre 2010. Viene approvata all’unanimità dalla consulta storica nella seduta del 24 maggio 2011; presentata il 1º dicembre 2015 alla Congregazione Ordinaria, ottiene l’unanime giudizio positivo dei padri cardinali e vescovi sulle virtù del Servo di Dio. La Causa è quindi passata al giudizio definitivo del Santo Padre Francesco, che il 14 dicembre 2015 ha autorizzato la promulgazione del Decreto sull’eroicità delle virtù, concedendo al Servo di Dio Teresio Olivelli il titolo di venerabile
Il 17 giugno 2017 è stato riconosciuto il suo martirio aprendo le porte alla sua beatificazione.
Il 3 febbraio 2018, a 73 anni di distanza dalla scomparsa, è stato proclamato Beato a Vigevano (PV): la celebrazione, presieduta dal cardinale Angelo Amato, rappresentante del Papa, si è svolta al Palasport alle ore 10,30.

## Onorificenze
Tante strade portano il nome di Teresio Olivelli, tra l'altro a Brescia, Pavia, Vigevano, Carpi, Bellagio, Galbiate, Nove, Sorbolo, Carate Brianza. Una piazza Olivelli si trova a Milano, ma anche a Cassina Valsassina, in provincia di Lecco. A Tremezzina, sul Lago di Como, gli è stato dedicato il parco civico. Una lapide è stata collocata ad Udine sulla facciata dell’edificio al civico 83 di via Pracchiuso, dove ottanta anni fa Teresio Olivelli trovò ospitalità e rifugio grazie alla famiglia Ariis.   Una lapide a Rovereto lo ricorda insieme ad altri partigiani: Guido Rampini, Otello Pighin, Bruno Pasino, Francesco Zaltron, Bernardo Castagneri, Bruno Bocconi e Francesco Besso. Un'altra lo ricorda sulla sua casa natale a Bellagio, che si affaccia sulla Piazza della Chiesa. Dopo la sua Beatificazione, sempre a Bellagio a lui è stata intitolata la Comunità Pastorale delle Parrocchie di Bellagio e Vassena.
La chiesa cattolica ricorda Teresio Olivelli ogni 16 gennaio, anniversario della data in cui venne battezzato nella basilica di San Giacomo di Bellagio.